# 함양 영은사지 석장승
함양 영은사지 석장승(咸陽 靈隱寺址 石長丞)은 대한민국 경상남도 함양군 백전면 백운리, 백운암 입구에 마주보고 서 있는 2개의 돌장승이다.
1996년 3월 11일 경상남도의 민속문화재 제19호 영은사지 석장승으로 지정되었다가, 2018년 12월 20일 현재의 명칭으로 변경되었다.

## 개요
백운암 입구에 마주보고 서 있는 2개의 돌장승이다. 이곳은 영은사가 있었던 터로, 각각 ‘우호대장군’, ‘좌호대장군’이 되어, 사냥과 어로를 금하고 잡귀의 출입을 막는 수문장 기능을 하였던 것으로 보인다.
우호대장군은 높이 280cm, 너비 50cm이고, 좌호대장군은 높이 270cm, 너비 50cm이다. 우호대장군은 큰 상투를 얹은 머리와 툭 튀어나온 둥근 눈, 큰 주먹코, 꼭 다문 입과 입 주위에 수염이 표현되어 있다. 좌호대장군은 관모를 쓴 것 같은 머리부분이 특이하고 나머지 외형은 우호대장군과 비슷하다. 전체적으로 조각이 뚜렷하며 익살스러움이 잘 표현된 조형물이다.
제작년대는 좌호대장군 우측하단에 새긴 기록으로 보아 조선 영조 41년(1765)에 제작된 것이 확인된다. 사찰을 수호하며, 풍수지리적으로 국가의 번영과 임금의 수명장수를 기원하는 복합적인 기능과 더불어 민간신앙의 기원대상물이었던 유물의 한 예이다.

## 참고 자료
- 영은사지석장승 - 국가유산청 국가유산포털